# Tamarack Fire
De Tamarack Fire was een grote natuurbrand in de Amerikaanse staat Californië van 4 juli tot 8 oktober 2021. Ze begon door een blikseminslag in de Mokelumne Wilderness, een onaangeroerd deel van de bosgebieden Stanislaus, Eldorado en Humboldt-Toiyabe National Forest, gelegen in Alpine County. In eerste instantie liet men de brand begaan, maar door felle winden op 16 juli begon ze snel uit te breiden en nabijgelegen gemeenschappen te bedreigen, waaronder Markleeville en de verbindingswegen SR 89, SR 88 en US 395. De brand breidde uit naar Douglas en Lyon County in Nevada. Zo'n 2500 mensen werden geëvacueerd. De Tamarack Fire verwoestte zo'n 20 bouwwerken en veroorzaakte 8,7 miljoen dollar schade. De brandweer beheerste de brand volledig op 8 oktober 2021.